# カナップヴィル (カルヴァドス県)
カナップヴィル（仏: Canapville）は、フランスのノルマンディー地域圏、カルヴァドス県に属するコミューン。

## 地理
県都カーンから北東に40kmほどいったポン＝レヴェック郊外の田園地帯に位置する。中心村落はトゥック川の右岸に築かれている。トゥック河岸は平地だが、北部はゆるやかな丘陵地となっている。トゥック川右岸に沿ってD677とA132の幹線道路が通っており、A132はこの地が終点とされている。北でアングルクーヴィル＝アン＝オージュと、東でサン＝マルタン＝オ＝シャルトランと、南でサン＝テティエンヌ＝ラ＝ティレーと、北西でサン＝タルヌーとそれぞれ接する。

## 行政
- 首長 - ロベール・ヴァレ（Robert Vallée、無所属、1987年から） 運送会社支店長

## 人口の推移[1]
| 1962年 | 1968年 | 1975年 | 1982年 | 1990年 | 1999年 | 2007年 |
| ------ | ------ | ------ | ------ | ------ | ------ | ------ |
| 174    | 170    | 182    | 188    | 185    | 222    | 239    |